# Campeonato Paulista de Futebol de 2017 - Série A2
O Campeonato Paulista de Futebol da Série A2 de 2017 ou Paulistão A2 Itaipava 2017 por motivos de patrocínio, foi a 71.ª edição do campeonato equivalente ao segundo nível do futebol paulista. Foi disputado entre 29 de janeiro e 6 de maio de 2017 por vinte equipes de todo o estado. Os dois mais bem colocados foram promovidos para a Série A, enquanto os seis últimos foram rebaixados para a Série A3.

## Regulamento
Assim como no ano anterior, a edição de 2017 garante o acesso à Série A1 apenas aos dois primeiros colocados. Na primeira fase, as vinte equipes se enfrentaram em dezenove rodadas e os seis últimos colocados cairão para a Série A3, enquanto os quatro primeiros avançarão para as semifinais, em que o primeiro colocado enfrenta o quarto, o segundo enfrenta o terceiro colocado. Em esquema de mata-mata, os finalistas garantem o acesso à Primeira Divisão de 2018. Além disso, o campeão do torneio ocupará uma das vagas do estado de São Paulo na Copa do Brasil de 2018.
Disputam a competição as equipes que terminaram a Série A2 de 2016 entre o 3º e o 14º lugares, além dos seis últimos colocados da Série A1 de 2016 e os dois promovidos da Série A3 de 2016.

## Critérios de desempate
Em caso de empate de pontos entre dois clubes, os critérios de desempates deveriam aplicados na seguinte ordem:
1. Número de vitórias
2. Saldo de gols
3. Gols marcados
4. Número de cartões vermelhos
5. Número de cartões amarelos
6. Sorteio público

## Equipes participantes
| Equipe                                      | Cidade                | Em 2016  | Estádio                  | Capacidade | Títulos                           |
| ------------------------------------------- | --------------------- | -------- | ------------------------ | ---------- | --------------------------------- |
| Esporte Clube Água Santa                    | Diadema               | 15º (A1) | Distrital de Inamar      | 10 000     | 0 (não possui)                    |
| Barretos Esporte Clube                      | Barretos              | 4º       | Antônio Gomes Martins    | 13 007     | 0 (não possui)                    |
| Batatais Futebol Clube                      | Batatais              | 3º       | Oswaldo Scatena          | 13 000     | 0 (não possui)                    |
| Clube Atlético Bragantino                   | Bragança Paulista     | 6º       | Nabi Abi Chedid          | 17 022     | 2 (1965 e 1988)                   |
| Capivariano Futebol Clube                   | Capivari              | 19º (A1) | Carlos Conalghi          | 19 000     | 1 (2014)                          |
| Guarani Futebol Clube                       | Campinas              | 9º       | Brinco de Ouro           | 29 130     | 1 (1949)                          |
| Clube Atlético Juventus                     | São Paulo             | 11º      | Rua Javari               | 3 800      | 2 (1929, 2005)                    |
| Mogi Mirim Esporte Clube                    | Mogi Mirim            | 16º (A1) | Vail Chaves              | 19 900     | 2 (1985 e 1995)                   |
| Oeste Futebol Clube                         | Barueri               | 18º (A1) | Arena Barueri            | 10 000     | 1 (2003)                          |
| Clube Atlético Penapolense                  | Penápolis             | 14º      | Tenente Carriço          | 8 769      | 0 (não possui)                    |
| Associação Portuguesa de Desportos          | São Paulo             | 13°      | Canindé                  | 21 004     | 2 (2007 e 2013)                   |
| Rio Claro Futebol Clube                     | Rio Claro             | 20º (A1) | Augusto Schmidt Filho    | 6 284      | 0 (não possui)                    |
| Rio Preto Esporte Clube                     | S. José do Rio Preto  | 2º (A3)  | Anísio Haddad            | 14 014     | 0 (não possui)                    |
| Associação Desportiva São Caetano           | São Caetano do Sul    | 5º       | Anacleto Campanella      | 16 744     | 1 (2000)                          |
| Sertãozinho Futebol Clube                   | Sertãozinho           | 1º (A3)  | Frederico Dalmaso        | 7 860      | 0 (não possui)                    |
| Esporte Clube Taubaté                       | Taubaté               | 7º       | Joaquim de Morais Filho  | 9 600      | 2 (1954 e 1979)                   |
| União Agrícola Barbarense Futebol Clube     | Santa Bárbara d'Oeste | 8º       | Antonio Guimarães        | 14 913     | 1 (1998)                          |
| Associação Esportiva Velo Clube Rioclarense | Rio Claro             | 10º      | Benito Agnelo Castellano | 8 136      | 0 (não possui)                    |
| Clube Atlético Votuporanguense              | Votuporanga           | 12º      | Plínio Marin             | 7 464      | 0 (não possui)                    |
| Esporte Clube XV de Novembro                | Piracicaba            | 17º (A1) | Barão de Serra Negra     | 18 000     | 5 (1947, 1948, 1967, 1983 e 2011) |

| Batatais Rio Claro Guarani U. Barbarense S. Caetano Mogi Mirim XV Capivariano Água Santa Equipes de Rio Claro: Rio Claro Velo Clube Oeste Taubaté Penapolense Bragantino Sertãozinho Rio Preto Barretos Votuporanguense São Paulo Equipes de São Paulo: Juventus PortuguesaLocalização das equipes participantes da Série A2 de 2017. |

## Fase final
Em itálico, os times que possuem o mando de campo no primeiro jogo do confronto e em negrito os times classificados.
|  | Semifinais  | Semifinais  | Semifinais | Semifinais |   |            | Final | Final |
|  |             |             |            |            |   |            |       |       |
|  | Bragantino  | 1           | 0          | 1 (5)      |   |            |       |       |
|  | Água Santa  | 0           | 1          | 1 (3)      |   |            |       |       |
|  | Água Santa  | 0           | 1          | 1 (3)      |   | Bragantino | 1     |       |
|  |             |             |            |            |   | Bragantino | 1     |       |
|  |             | São Caetano | 2          |            |   |            |       |       |
|  | Rio Claro   | São Caetano | 2          | 2          | 0 | 2          |       |       |
|  | Rio Claro   |             |            | 2          | 0 | 2          |       |       |
|  | São Caetano | 2           | 3          | 5          |   |            |       |       |

## Premiação
| Campeonato Paulista de 2017 - Série A2 |
| São Caetano do Sul                     |
| -------------------------------------- |
| São Caetano Campeão (2° título)        |